# Ленский, Александр Павлович
Александр Павлович Ленский (при рождении Вервициотти; 1 (13) октября 1847, Кишинёв — 13 (26) октября 1908, Москва) — актёр, театральный режиссёр, театральный педагог, театральный деятель Российской империи. Заслуженный артист Императорских театров (1906).

## Биография
Александр Ленский (Вервициотти) родился 1 (13) октября 1847 года в Кишинёве. Внебрачный сын князя П. И. Гагарина и певицы О. Вервициотти. С 1858 года, после смерти своих родителей жил в семье актёра Малого театра К. Н. Полтавцева, который был женат на единокровной сестре Ленского.
Ленский постоянно посещал Малый театр, участвовал в любительских спектаклях и так постепенно приобрёл большой интерес к театральному искусству.
На театральной сцене дебютировал в 1865 году, во Владимире, под руководством А. М. Читау-Огарёвой. До 1876 года Ленский играл на сцене театров в провинции: Нижний Новгород, Самара, Саратов, Казань, Новочеркасск, Тифлис, Одесса. Первое выступление Ленского в Москве состоялось в июле 1872 года в Театре на Политехнической выставке. Летом 1873 года Александр Павлович гастролировал в Общедоступном театре П. М. Медведева.

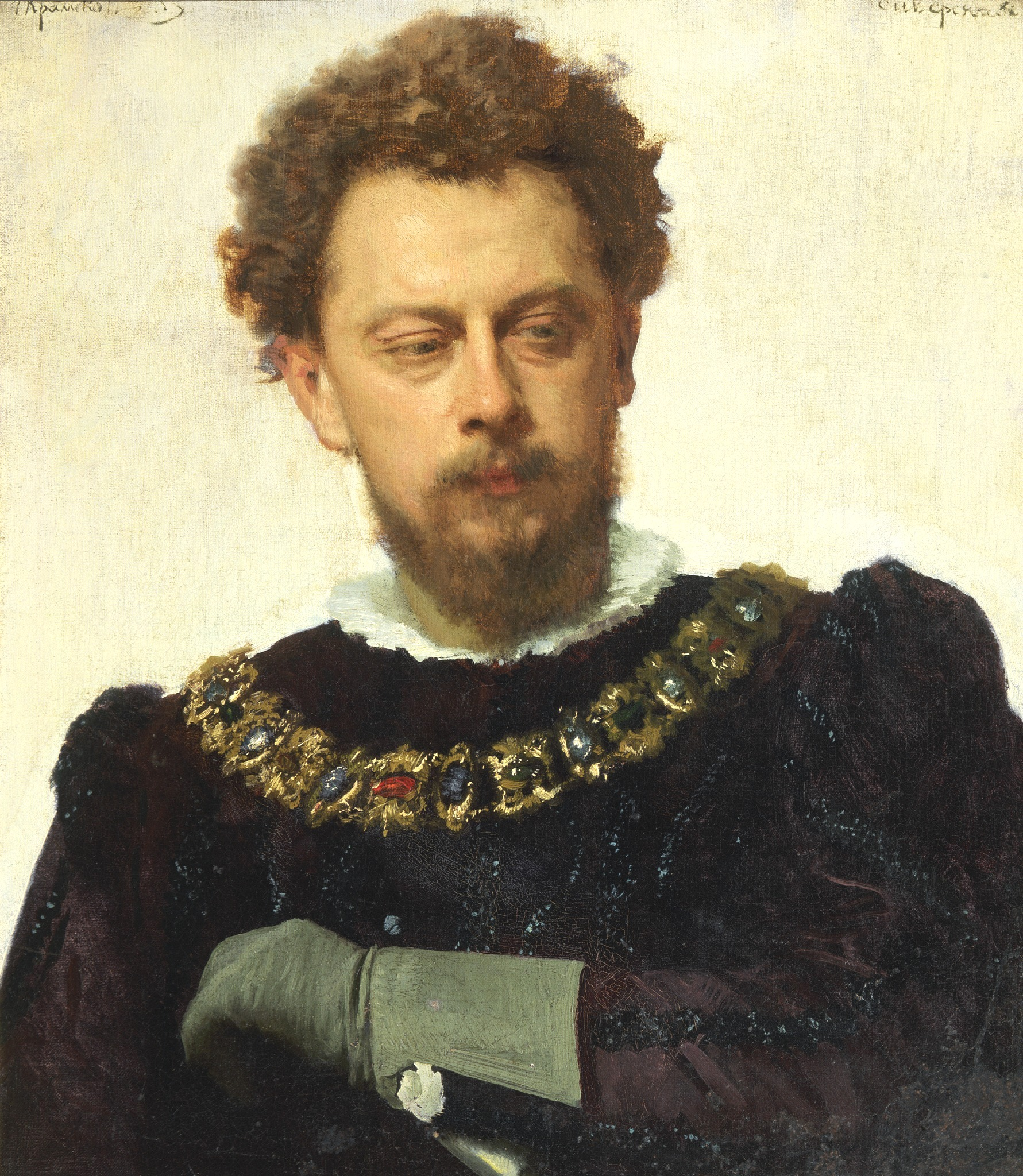
в роли Петруччо из «Укрощения строптивой» на портрете работы И. Н. Крамского

В 1876 году Ленский связал свою жизнь со сценой Малого театра. Работал он там до конца жизни, играл роли, ставил спектакли как режиссёр. Два сезона, в 1882—1884 году Ленский играл на сцене Александринского театра.
Ленский перевоплощался на сцене в своих героев, достиг в этом большого мастерства, утверждал принципы психологической правды в искусстве.
В 1898 году, когда наметился кризис академической театральной стилистики, А. П. Ленский возглавил филиал, созданный при Московской императорской труппе и получивший название Новый театр. Там он занимался педагогической деятельностью и экспериментаторскими постановками; многие актёры работали одновременно на обеих сценах: и в стационарном помещении Малого театра, и в Новом. А. П. Ленский перенёс в Новый театр для исполнения начинающими артистам со сцены Малого театра 14 своих постановок. Однако этот филиал долго не просуществовал, и вскоре Ленский ушёл оттуда, а ещё через пару лет, в 1907 году Новый театр был окончательно упразднён.
Александр Павлович Ленский умер 13 (26) октября 1908 года в Москве. Похоронен в городе Каневе.

## Семья
- Жена: Лидия Николаевна Вервициотти, известная как Ленская, Лидия Николаевна (взяла псевдоним мужа) — автор и переводчик пьес, драматург.[6]
- Единокровный брат — Н. Ф. Фёдоров, известный философ, космист.

## Творчество

### Роли
На счету Ленского десятки ролей. Среди лучших его ролей называют роли Гамлета, Ричарда III и другие.
- 1869 и 1877 — «Много шума из ничего» Шекспира — Бенедикт
- 1869 и 1876 — «На всякого мудреца довольно простоты» А. Н. Островского — Глумов
- 1870, 1876 — «Укрощение строптивой» Шекспира — Петруччио
- 1871 и 1876 — «Горе от ума» А. С. Грибоедова — Чацкий
- 1871 и 1877 — «Гамлет» — Гамлет
- 1876 — Ричард III (1876; та же роль в Одессе в 1877),
- 1876 — «Дон Жуан» Мольера, перевод В. И. Родиславского — Дон Жуан (14 декабря 1876 в бенефис К. Ф. Берга)
- 1877 — «Венецианский купец» Шекспира, перевод Павлова — Бассанио
- 1877 — «Последняя жертва» А. Н. Островского (в бенефис Н. И. Музиля) — Дульчин[4]
- 1878 — «Бесприданница» А. Н. Островского (в бенефис Н. И. Музиля) — Паратов[4]
- 1878 — «Бесприданница» А. Н. Островского — Паратов
- 1879 — «Уриэль Акоста» К. Гуцкова — Уриэль Акоста
- 1879 — «Отелло» — Отелло (1879; та же роль в Киеве в 1888),
- 1879 — «Наш друг Неклюжев» А. И. Пальма —Неклюжев (25 ноября 1879 в бенефис С. П. Акимовой[7])
- 1881 — «Таланты и поклонники» А. Н. Островского — Великатов
- 1884 — «Тартюф, или Обманщик» Мольера — Тартюф
- 1887 — «Горе от ума» А. С. Грибоедова — Фамусов
- 1887 — «Антоний и Клеопатра» Шекспира, перевод С. А. Юрьева — Энобарб (26 января 1887 в бенефис Г. Н. Федотовой на сцене Большого театра; первая постановка в России)
- 1889 — «Эрнани» Гюго — дон Руй Гомес де Сильва (первая постановка в России)
- 1890 — «Новое дело» Вл. И. Немировича-Данченко — Столбцов
- 1891 — «Плоды просвещения» Л. Н. Толстого — профессор Кругосветлов (12 декабря 1891 в бенефис Н. В. Рыкаловой)
- 1893 — «Волки и овцы» А. Н. Островского — Лыняев (27 января 1893, среда в бенефис М. П. Садовского)
- 1894 — «Дон Карлос» Ф. Шиллера — Филипп II (28 января 1894, пятница, в бенефис А. И. Южина)
- 1896 — «Цена жизни» Вл. И. Немировича-Данченко — Демурин (12 декабря 1896, четверг, в свой же бенефис)
- 1899 — «Закат» А. И. Сумбатова — князь Дубецкой (5 ноября 1899, пятница, в бенефис К. Н. Рыбакова)
- 1900 — «Дело» А. В. Сухово-Кобылина, пьеса шла под названием «Отжитое время» — Муромский
- 1903 — «Измена» А. И. Сумбатова — Ананий Глах
- 1905 — «Невод» А. И. Сумбатова — Светинцев
- 1905 — «На всякого мудреца довольно простоты» А. Н. Островского — Мамаев
- 1906 — «Борьба за престол» Г. Ибсена — епископ Николае, перевод А. В. и П. Г. Ганзен (30 сентября 1906, суббота, в бенефис артистов 2-го разряда)
- 1908 — «Без вины виноватые» А. Н. Островского, в постановке А. П. Ленского же — Дудукин

### Постановки
Малый театр
- 8 января 1895 — «На пороге к делу» Н. Я. Соловьева; «Веер» К. Гольдони. Пер. с итальянок. Н. М. Спасского.
- 15 января 1895 — «Трудовой хлеб» А. Н. Островского.
- 10 декабря 1895 — «Пучина» А. Н. Островского.
- 17 декабря 1895 — «Гроза» А. Н. Островского.
- 21 января 1896 — «Женитьба» Н. В. Гоголя; «Ночное» М. А. Стаховича.
- 21 апреля 1896 — «Воевода (Сон на Волге)» А. Н. Островского.
- 29 сентября 1896 — «Каширская старина» Д. В. Аверкиева.
- 27 октября 1896 — «Недоросль» Д. И. Фонвизина; «За чем пойдешь, то и найдешь (Женитьба Бальзаминова)» А. Н. Островского.
- 3 ноября 1896 — «На всякого мудреца довольно простоты» А. Н. Островского.
- 12 декабря 1896, четверг — «Цена жизни» Вл. И. Немировича-Данченко; «Господа театралы» Ив. Щеглова (И. Л. Леонтьева); «Я именинник» Оникса (в собственный бенефис)
- 19 октября 1897 — «Простушка и воспитанная» Д. Т. Ленского.
- 2 ноября 1897 — «Горячее сердце» А. Н. Островского.
- 16 ноября 1897 — «Бесприданница» А. Н. Островского.
- 27 декабря 1897 — «На бойком месте» А. Н. Островского.
- 28 декабря 1897 — «Бедность не порок» А. Н. Островского.
- 12 февраля 1898 — «Счастливый день» Н. Я. Соловьева и А. Н. Островского.
- 3 сентября 1898, НОВЫЙ ТЕАТР — «Ревизор» Н. В. Гоголя (с добавочными сценами).
- 8 сентября 1898, НОВЫЙ ТЕАТР — «Лес» А. Н. Островского.
- ? сентября 1898, НОВЫЙ ТЕАТР — «Бой бабочек». Ком. в 4 д. Г. Зудермана. Пер. с нем. Ф. А. Куманина.
- 27 октября 1898, НОВЫЙ ТЕАТР — «Таланты и поклонники» А. Н. Островского.
- 2 ноября 1898, НОВЫЙ ТЕАТР — «Без вины виноватые» А. Н. Островского.
- 5 ноября 1898 — «Счастье в уголке» Г. Зудермана, пер. с нем. Л. Н. Ленской; «Тяжелые дни» А. Н. Островского (в собственный бенефис А. П. Ленского).
- 24 ноября 1898, НОВЫЙ ТЕАТР — «Василиса Мелентьева» А. Н. Островского и С. А. Гедеонова.
- 27 декабря 1898, НОВЫЙ ТЕАТР — «Севильский цирюльник» Бомарше. Пер. с фр. М. П. Садовского.
- 16 февраля 1899, НОВЫЙ ТЕАТР — «Свадьба Фигаро» Бомарше.
- 31 августа 1899, НОВЫЙ ТЕАТР — «Козьма Захарьич Минин-Сухорук» А. Н. Островского. Новые декорации Ф. А. Лавдовского (1-е д., 1 и 2-я к. 2-е д.) и И. Ф. Савицкого (2-я к. 3-е д. и 5-е д.). Пост. реж. А. П. Ленского.
- 5 октября 1899, НОВЫЙ ТЕАТР — «Сон в летнюю ночь». Ком. в 5 д. В. Шекспира. Пер. с англ. Н. М. Сатина. Музыка Ф. Мендельсона-Бартольди. Танцы поставлены М. П. Станиславской и В. Д. Тихомировым. Новые декорации И. Н. Феоктистова (5-е д.) и Ф. А. Лавдовского (2-е д.). Машины В. С. Хмелевского. Пост. реж. А. П. Ленского.
- 26 ноября 1899, НОВЫЙ ТЕАТР — «Хрущевские помещики» А. Ф. Федотова.
- 7 декабря 1899, НОВЫЙ ТЕАТР — «Игроки» Н. В. Гоголя.
- 1900 — «Мещанин во дворянстве» Мольера — на сцене Московского Большого театра
- 8 сентября 1900, НОВЫЙ ТЕАТР — «Снегурочка». Весенняя сказка в 4 действиях с прологом А. Н. Островского. Музыка П. И. Чайковского. Танцы поставлены Н. Ф. Манохиным. Новые декорации И. М. Смирнова (пролог и 4-е д.), Ф. А. Лавдовского (1-е и 2-е д.), П. П. Сергеева (3-е д.). Машины В. С. Хмелевского
- 18 октября 1900, среда — «Ромео и Джульетта» В. Шекспира. Пер. А. Л. Соколовского. Новые декорации Ф. А. Лавдовского (сад), И. Ф. Савицкого (остальные картины). Перемены декораций на поворотной сцене К. Ф. Вальца.
- 11 декабря 1900, НОВЫЙ ТЕАТР — «Около денег». Драма в 4 действиях, 5 картинах В. А. Крылова (обработка для сцены романа А. А. Потехина)
- 10 сентября 1901, НОВЫЙ ТЕАТР — «Разрыв-трава» Е. П. Гославского. Музыка А. Н. Шефера. Новые декорации И. Ф. Савицкого (1-е д.— дворцовый сад царя Хамка), И. М. Смирнова (2-е и 5-е д.— двор царя Зензевея), П. П. Сергеева (3-е д.— лес), К. Ф. Вальца (4-е д. — речная заводь). Машины В. С. Хмелевского.
- 18 октября 1901, НОВЫЙ ТЕАТР — «Горькая судьбина» А. Ф. Писемского.
- 28 января 1901 — «Кориолан» В. Шекспира. Пер. с англ. А. В. Дружинина. Новые декорации Ф. А. Лавдовского (в бенефис Г. Н. Федотовой)
- 21 февраля 1901 — СПЕКТАКЛЬ В ПАМЯТЬ Н. В. ГОГОЛЯ: «Утро делового человека». Сцены в 1 д. Н. В. Гоголя. «Отрывок». Сцены в 1 д. Н. В. Гоголя. «Разговор двух дам» Сцены из поэмы Н. В. Гоголя «Мертвые души»; «Лакейская». Сцены в 1 д. Н. В. Гоголя; «Тяжба». Ком. в 1 д. Н. В. Гоголя; «Апофеоз». Пост. реж. А. П. Ленского и А. М. Кондратьева.
- 2 сентября 1902 — «Школа злословия» Р.-Б. Шеридана. Пер. с англ. А. Погожевой.
- 6 сентября 1902, НОВЫЙ ТЕАТР — «Мертвые души». Переработка из поэмы Н. В. Гоголя А. А. Потехина и В. А. Крылова. Декорации А. Е. Цетельмана.
- 30 сентября 1902, НОВЫЙ ТЕАТР — «Рубль» А. Ф. Федотова.
- 22 октября 1902, НОВЫЙ ТЕАТР — «Виндзорские проказницы» В. Шекспира. Пер. с англ. А. Л. Соколовского.
- 31 октября 1905 — «Буря» В. Шекспира. Пер. с англ. Н. М. Сатина. Музыка А. С. Аренского. Декорации К. А. Коровина и Н. А. Клодта. Машинная часть К. Ф. Вальца.
- 7 февраля 1907 — «Над жизнью» Н. Г. Шкляра. Декорации А. Е. Цетельмана.
- 4 марта 1908 — «Без вины виноватые» А. Н. Островского.
- 1 сентября 1908 — «Франческа да Римини» Г. д’Аннунцио. Пер. с итальянск. размерами подлинника В. Я. Брюсова и Вяч. И. Иванова. Декорации Ф. А. Лавдовского (1-е и 2-е д.), Б. О. Гейкблюма (3-е, 4-е и 5-е д.). Костюмы по рисункам В. Я. Бушиной.